# Poesía uranista
Los poetas uranistas fueron un pequeño grupo, un tanto clandestino, de escritores ingleses que estuvieron activos entre 1858 (cuando William Johnson Cory publicó Ionica) y 1930. Entre sus temas destaca la exaltación de las relaciones pederastas al estilo griego.

## Polémica sobre el origen de la denominación
Se considera que su nombre es debido a la terminología utilizada para la homosexualidad, urninge, en la obra del teórico y activista Karl Heinrich Ulrichs en la década de 1860, y que posteriormente fue adoptada por John Addington Symonds y otros, que tradujeron el término como «uranian», uranista. Aunque se ha discutido esta derivación del término, al menos en los países angloparlantes, argumentando un origen independiente de la acuñación de Ulrichs. Michael M. Kaylor en su obra Secreted Desires: The Major Uranians: Hopkins, Pater and Wilde, afirma:

Dado que los uranistas prominentes fueron expertos clasicistas, considero ridícula la opinión, ampliamente aceptada, de que «uranian» deriva de las obras de apología en alemán y solicitudes legales escritas por Karl-Heinrich Ulrichs en los años 1860, aunque el término que acuñó, «urning»  — empleado para denominar a «una psyche femenina en un cuerpo masculino» — realmente deriva de las mismas fuentes clásicas, particularmente El banquete. Pero los uranistas no consideraban que ellos tuvieran una mente femenina; no se sabe que los uranistas, como grupo, hubieran leído obras como Forschungen über das Räthsel der mannmännlichen Liebe (Investigación del misterio del amor hombre-hombre); los uranistas se oponían a las reivindicaciones de liberación androfílica y homoerótica de Ulrichs a favor de la pederastia y aunque se ha establecido una conexión entre tales ideas y terminologías germánicas, aparecieron después de que el término «uranian» se hiciera común en los círculos uranistas, por lo tanto no fue prestado sino un punto de conexión de ambos lados del canal compartido por apologistas como Symonds.
(M. M. Kaylor, p. xiii, nota a pie de página)

## Características
La obra de los poetas uranistas se caracteriza por plasmar de forma idealizada la historia de la antigua Grecia y de las relaciones sentimentales de los varones adolescentes con hombres adultos, además de por un estilo conservador en las formas del verso. Los poetas uranistas intentaron revivir el ideal griego de pederastia, sin éxito debido a la estricta moralidad conservadora de la época victoriana.
Los poetas más destacados de este grupo fueron William Johnson Cory, Lord Alfred Douglas, Montague Summers, John Francis Bloxam, Charles Kains Jackson, John Gambril Nicholson, Rev. E. E. Bradford, John Addington Symonds, Edmund John, John Moray Stuart-Young, Charles Edward Sayle, Fabian S. Woodley, y varios autores conocidos por seudónimos tales como "Philebus" (John Leslie Barford) y "A. Newman" (Francis Edwin Murray). El excéntrico novelista Frederick Rolfe (también conocido como "Barón Corvo") fue la presencia unificadora de su red social, tanto en Venecia como fuera de ella.

## Repercusión
La fama de sus obras fue limitada por la moralidad del final de la época victoriana y los tabús del período eduardiano, por las ediciones extremadamente pequeñas (a menudo editadas de forma privada) en las que se divulgaban sus versos y por el estilo excesivamente sentimental, a menudo misógino, de su poesía. Sin embargo el historiador Neil McKenna afirma que la poesía uranista tuvo un papel central en la subcultura de los homosexuales de clase alta del periodo victoriano, haciendo hincapié en que la poesía fue el principal medio usado por escritores como Oscar Wilde, George Ives y Rennell Rodd, primer barón de Rennell, para desafiar los prejuicios de la época.
Otros escritores, como Edward Carpenter o el oscuro pero profético poeta e impresor Ralph Chubb, que destacó por sus obras majestuosamente ilustradas con litografías que exaltan al muchacho como un ideal, estuvieron asociados con estos círculos de forma marginal.
Sólo existen dos estudios de envergadura sobre los uranistas: Love In Earnest de Timothy d'Arch Smith (1970) y Secreted Desires: The Major Uranians: Hopkins, Pater and Wilde de Michael Matthew Kaylor (2006). Kaylor expande el canon uranista situando en el grupo a varios de los principales escritores victorianos. Otros críticos como Richard Dellamora (Masculine Desire: The Sexual Politics of Victorian Aestheticism, 1990) y Linda Dowling (Hellenism and Homosexuality in Victorian Oxford, 1994) han contribuido a ampliar el escaso conocimiento sobre este grupo. Paul Fussell menciona la poesía uranista en su libro The Great War and Modern Memory (1975), sugiriendo que proporcionó un modelo para las representaciones homoeróticas de los poetas ingleses de la Segunda Guerra Mundial, como Wilfred Owen.